# Doble Bragado de 2022
La 85.ª edición de la Doble Bragado se disputó desde el 13 hasta el 15 de mayo de 2022, constó de cuatro etapas de las cuales una estaba dividida en doble fórmula con una contrarreloj individual a la mañana y una etapa en circuito por la tarde, el recorrido general tuvo una distancia total acumulada de 412 kilómetros. Esta edición marco el retorno con una versión acortada de la clásica carrera que no se disputó en el 2020 por cuestiones presupuestarias y en el 2021 a causa de la pandemia de COVID-19.

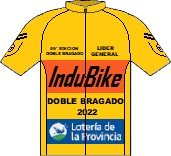
Camiseta de Líder de la Clasificación General

El ganador de la carrera fue el veterano ciclista argentino Elbio Alborzen del equipo Sindicato Argentino de Televisión (S.A.T.), el segundo puesto fue para el uruguayo Roderyck Asconeguy del Lanus Cicles Club y la tercera ubicación la obtuvo el argentino Enrique Estévez de los Cascos Naranja.

## Ciclistas participantes
Para esta edición la organización decidió que participarán 19 equipos de 6 corredores cada uno, con un total de 113 ciclistas (debido a que un equipo presentó solo 5 corredores), todos los equipos participantes fueron argentinos. Hubo participación de ciclistas extranjeros incluidos en las formaciones argentinas.

#### Equipos
| K.T.M. | Ciudad de Chivilcoy Nitro | S.A.T. | Municipalidad de Colón |
| - 1. Sergio Fredes - 2. Pablo Daniel Rey - 3. Federico Nicolás Vivas - 4. Adrían Gariboldi - 5. Adrían Bozzini - 6. Darío Gustavo Oliva                           | - 7. Ariel Sivori - 8. Nicolás Benedetto - 9. Emiliano Trozzi - 10. Mauricio Trozzi - 11. Lionel Biondo - 12. Miguel Freitte                                                   | - 13. Cristian Clavero - 14. Facundo Crisafulli - 15. Agustín Marcelo Martínez - 16. Diego Valenzuela - 17. Elbio Alborzen - 18. Isaías Leonel Abu                                            | - 19. Darío Javier Ayala - 20. Juan Gabriel López - 21. Matías Blas Ansaloni - 22. Emanuel Cuevas - 23. Adalberto Cuevas - 24. Nahuel Bagna                           |
| Tres de Febrero-Imperio | Club Ciclista Bragado | Lan Fran Fox | Raleigh-Municipalidad de Mercedes |
| - 25. Facundo Lionel Bazzi - 26. Diego Langoni - 27. Víctor Alexis Ibarra - 28. Pablo Emiliano Ciancio - 29. Marco Fabrizio Anacoreto* - 30. Jorge Andrés Fidalgo | - 31. Santiago Damián Carpio - 32. Jorge Javier Gatica - 33. Martin Millares - 34. Gustavo Daniel Ruiz - 35. Lucas Fernando de la Barrera - 36. Sebastián Poldi                | - 37. Emiliano David Ibarra - 38. Pablo Martin de la Barrera - 39. Leandro Javier Velardez - 40. Miguel Montes - 41. Franco Eric Lopardo - 42. David Omar Juaréz                              | - 43. Jorge Luis Morales - 44. Román Mastrangelo - 45. Leandro Ezequiel Mignacco - 46. Valentín Rosello* - 47. Maximiliano Navarrete - 48. Oscar Gómez                |
| Municipalidad de Lanús | Cascos Naranja | Bragado Cicles Club | Giant |
| - 49. Nicolás Pallares - 50. Alejandro Javier Río - 51. Marcelo Omar Cardoso - 52. Sergio González - 53. Andrés Ogas - 54. Arturo David López                     | - 55. Enrique Estévez - 56. Emmanuel Tolosa* - 57. Luis Cruz - 58. Maximiliano Páez* - 59. David Castelucci                                                                    | - 61. Luca Solda - 62. Franco Cragnulini - 63. Felipe Lezica - 64. Daniel Alejandro Parabue - 65. Juan Gabriel Melivillo - 66. Juan Pablo Almirón Romero                                      | - 67. Hernán Matías Tadeo - 68. Mariano Ariel Tadeo - 69. Rubén Gregori - 70. Mariano Enrique Salmon - 71. Octavio Iván Salmon* - 72. Alejandro Prussiano             |
| Colla Cassol | Municipalidad de Salto | Lanús Cicles Club | Ciudad de Bragado |
| - 73. Pablo Troncoso - 74. Ricardo Guedes - 75. Yonathan Alpuy - 76. Juan Nicolás Canova - 77. Fausto Agustín Gómez* - 78. Sebastián Colla*                       | - 85. Ariel Arevalo - 86. Santiago Alejo Giomi - 87. Justin Joachin - 88. Emanuel Eduardo López - 89. Facundo Bolinaga - 90. Pablo González                                    | - 91. Gabriel Richard - 92. Mariano de Fino - 93. Roderyck Asconeguy - 94. Alejandro José Acton - 95. Mario Bruno Franco - 96. Javier Eduardo Fernández                                       | - 97. Aldo Norberto Expósito - 98. Joaquín Expósito - 99. Maximiliano Ariel Barbetti - 100. Matías Raúl Sayal - 101. Mariano Norberto Rodríguez - 102. Fernando Sauco |
| Team Rower | ACDD Entre Ríos | Somos Ranqueles | |
| - 103. Agustín Suárez - 104. Héctor Alanís - 105. Ezequiel Castillo - 106. Braian Alejandro Vales - 107. Matías Gabriel Fredes - 108. Marco Loreto*               | - 109. Juan Manuel Aguirre - 110. León Luis Fredde - 111. Federico Nicolás Huser - 112. Nicolás Rubén Herrera - 113. Jonathan Gabriel Almada* - 114. Antonio Francisco Viollaz | - 115. Máximo Emanuel Cornejo* - 116. Matías Quiroga* - 117. Airton Guillermo Trumpio* - 118. Gonzalo Exequiel Benente - 119. Adriel Agustín Altamirano* - 120. Sebastián Alejandro Fernández | |

## Etapas
| Etapa | Fecha      | Recorrido             | km  | Ganador             | Líder          |
| 1.ª   | 13 de mayo | Bragado - Chivilcoy   | 128 | Sergio Fredes       | Sergio Fredes  |
| 2.ª   | 14 de mayo | Chivilcoy (CRI)       | 12  | Sergio Fredes       | Sergio Fredes  |
| 3.ª   | 14 de mayo | Circuito en Chivilcoy | 136 | Pablo de la Barrera | Elbio Alborzen |
| 4.ª   | 15 de mayo | Circuito en Bragado   | 136 | Federico Vivas      | Elbio Alborzen |

## Clasificación final
| Posición | Ciclista            | Equipo            | Tiempo     |
| -------- | ------------------- | ----------------- | ---------- |
|          | Elbio Alborzen      | S.A.T.            | 9 h 37'26" |
| 2        | Roderyck Asconeguy  | Lanus Cicles Club | + 18"      |
| 3        | Enrique Estevez     | Cascos Naranja    | + 48"      |
| 4        | Pablo de la Barrera | Lan Fran Fox      | + 49"      |
| 5        | Gabriel Richard     | Lanus Cicles Club | + 1'25"    |
| 6        | Sergio Fredes       | K.T.M.            | + 1'27"    |
| 7        | Pablo Troncoso      | Colla Cassol      | + 1'33"    |
| 8        | Diego Valenzuela    | S.A.T.            | + 1'55"    |
| 9        | Leandro Velardez    | Lan Fran Fox      | + 1'56"    |
| 10       | Federico Vivas      | K.T.M.            | + 2'07"    |